# Juan Carlos Carrillo
Juan Carlos Carrillo (Barranquilla, 10 de octubre de 1992) es un boxeador juvenil colombiano. Entre sus logros más importantes se identifican la medalla de plata obtenida en los Singapur 2010 en la categoría de 75 kilogramos.

## Trayectoria
La trayectoria deportiva de Juan Carlos Carrillo se identifica por su participación en los siguientes eventos nacionales e internacionales:

### Juegos Olímpicos de la Juventud
Fue reconocido su triunfo por ser la tercera medalla de plata de Colombia en los Juegos Olímpicos de la Juventud de la selección de Colombia en los juegos de Singapur 2010.

#### Juegos Olímpicos de la Juventud 2010
Su desempeño en la primera edición de los juegos, se identificó por ser el tercer deportista con una medalla plata entre todos los participantes colombianos del evento, al obtener el 25 de agosto el triunfo tras caer frente al campeón Damien Hooper,
- , Medalla de plata: 75 kilogramos